# Bessemer, Alabama
Bessemer är en stad i den amerikanska delstaten Alabama med en yta av 105,6 km² och en befolkning, som uppgår till cirka 30 000 invånare (2000). Av befolkningen är cirka 70 procent afroamerikanska.
Staden är belägen i den centrala delen av delstaten cirka 25 km sydväst om den största staden Birmingham och cirka 110 km nordväst om huvudstaden Montgomery.